# Christina Liebherr
Christina Liebherr (Bulle, 16 marzo 1979) è una cavallerizza svizzera, vincitrice della medaglia di bronzo nel salto ostacoli a squadre alle olimpiadi di Pechino 2008.

## Palmarès
- Olimpiadi

Pechino 2008: bronzo nel salto ostacoli a squadre.
- Campionati Europei

2005 - San Patrignano: argento nel salto ostacoli individuale e bronzo a squadre.